# Губеладзе, Автандил
Автандил Губеладзе (груз. ავთანდილი გუბელაძე; род. 26 октября 1965) — советский дзюдоист, бронзовый призёр первенства Европы среди юниоров 1985 года, чемпион (1988, 1989) и бронзовый призёр (1987, 1989) чемпионатов СССР, победитель этапа Кубка мира 1990 года в Тбилиси, победитель и призёр международных турниров. Выступал в тяжёлой (свыше 95 кг) и абсолютной весовых категориях. Представлял Кутаиси.

## Спортивные результаты
- Первенство Европы по дзюдо среди юниоров 1985 года — ;
- Чемпионат СССР по дзюдо 1987 года (абсолютная категория) — ;
- Чемпионат СССР по дзюдо 1988 года (абсолютная категория) — ;
- Чемпионат СССР по дзюдо 1989 года (свыше 95 кг) — ;
- Чемпионат СССР по дзюдо 1989 года (абсолютная категория) — ;